# والتر جوستين
والتر جوستين (3 ديسمبر 1897 في المملكة المتحدة - 4 ديسمبر 1965) (بالإنجليزية: Walter Heath)‏ هو لاعب كريكت بريطاني (وحمل سابقاً جنسية المملكة المتحدة لبريطانيا العظمى وأيرلندا).

## وصلات خارجية
- والتر جوستين على موقع إي آس بي آن كريك إنفو (الإنجليزية)